# Louise Cordet
Louise Cordet, bürgerlich Louise Boisot (* 8. Februar 1945 in Wraysbury, Berkshire, Vereinigtes Königreich) ist eine britische Pop-Sängerin, die in den 1960er Jahren aktiv war und 1962 mit I'm Just a Baby einen UK-Top-20-Hit hatte. Sie trat auch in einigen Musikfilmen auf.

## Herkunft
Louise Boisot kam 1945 in England als Tochter von Marcel H. Boisot, einem Kapitän in der französischen Luftwaffe (Forces Aériennes Françaises Libres) und dessen in Marseille geborener Ehefrau Hélène, geb. Foufounis (1917–1996) zur Welt. Ihre Mutter war unter dem Künstlernamen Hélène Cordet als Schauspielerin und Kabarettistin tätig. Sie war unter anderem Moderatorin der von 1947 bis 1953 live aus dem Alexandra Palace gesendeten BBC-Varietätsshow Café Continental.
Hélène Boisots griechische Mutter, Anna Foufounis, war mit Andreas von Griechenland und dessen Frau Alice von Battenberg befreundet. Hélène spielte als Kind mit deren Sohn Philip, dem späteren Duke of Edinburgh, in der elterlichen Villa in Le Touquet-Paris-Plage am Ärmelkanal. Philip wurde später Pate von Hélènes Tochter Louise, die als Künstlerin den gleichen Künstlernamen wie ihre Mutter annahm.
Louise Cordet wuchs in London auf, besuchte das Lycée Français Charles de Gaulle in South Kensington und später als Teenager einen Konvent im schweizerischen Lausanne. Ihr Bruder war der Architekt und Professor an der ESADE-Hochschule in Barcelona Max Boisot (1943–2011). 1953 hatte Louise Cordet einen kleinen Auftritt in dem britischen Film noir Wer ist Kendall Brown? (OT: The Limping Man; Regie Cy Endfield).

## Karriere
1961 nahm Cordet zusammen mit ihrer Mutter und ihrem Bruder während eines Italienurlaubs einige Lieder auf, die sie auf eine Vinylplatte pressen ließen und diese dann als Weihnachtsgeschenk an Freunde der Familie versandten. Einer der Empfänger war der belgische Komponist und Musikproduzent Marcel Stellman, der zu dem Zeitpunkt Geschäftsführer von Decca Records war. Stellman war von Cordets Version des Connie-Francis-Stücks Who's Sorry Now? so beeindruckt, dass er sie zu einem Vorsingen bei Decca einlud und sie unter Vertrag nahm.
Stellman teilte ihr den Produzenten der Shadows, Tony Meehan, zu, der zusammen mit dem Songschreiber Jerry Lordan fortan Material für sie produzierte. Das von Lordan geschriebene Stück I'm Just a Baby, mit In a Matter of Moments von John D. Loudermilk als B-Seite, wurde im Juni 1962 als Cordets erste Single veröffentlicht. Sie erreichte im Juli Platz 13 der britischen Single-Charts. Im September 1962 folgte mit Sweet Enough die zweite Single.
Da Cordet fließend Französisch sprach, wollte Decca davon profitieren und veröffentlichte ihre Lieder mit neuen, französischen Texten auch in Frankreich. I'm Just a Baby wurde dort Ende 1962 als Je N'suis Qu'un Baby veröffentlicht. Da in Frankreich in den 1960er Jahren EPs populärer waren als Singles und LPs, veröffentlichte Decca dort zwischen 1962 und 1964 vier EPs von Cordet mit jeweils vier Stücken.
1963 war Cordet neben Bobby Vee, den Tremeloes, den Springfields und anderen in Gordon Flemyngs Musikfilm Just for Fun zu sehen. Danach ging sie auf Promo-Touren durch Frankreich, wo sie mit Johnny Hallyday tourte. Im gleichen Jahr tourte sie mit Paul & Paula und Jet Harris.
Im Mai 1963 erschien als dritte Single Around and Around, eine Coverversion von Lonnie Jay and The Jaynes. Zeitgleich nahm sie mit Roy Orbison und Gerry and the Pacemakers an einer Englandtour der Beatles teil. Während dieser Tour freundete sie sich mit Gerry Marsden an, der ihr den Song Don't Let the Sun Catch You Crying gab. Dieser wurde im Februar 1964 ihre vierte Single, konnte sich aber wie die vorherigen beiden nicht in den Charts platzieren. Sie nahm das Lied auch als Laisse le Soleil Sécher tes Larmes auf Französisch für eine weitere französische EP auf. Gerry and the Pacemakers veröffentlichten kurz danach ihre eigene Version und schafften es damit in die Top 10 im Vereinigten Königreich, Kanada, Neuseeland und in den USA.
Da andere britische Sängerinnen wie Dusty Springfield, Cilla Black und Sandie Shaw bis dahin große Hits mit Aufnahmen von Burt Bacharach und Hal David gehabt hatten, entschied man sich, dies auch mit Cordet zu versuchen. Sie nahm daher Don't Make Me Over auf, was 1962 ein US-Top-30-Hit für Dionne Warwick gewesen war. Für die B-Seite wählte man einen Motown-Song, Two Lovers von Mary Wells. Auf beiden Seiten spielte Jimmy Page. Der Background-Gesang wurde von den Breakaways (Margo Quantrell, Jean Ryder, Vicki Brown) beigesteuert, eines in den 1960ern in Großbritannien sehr gefragten weiblichen Gesangstrios.
Dies war 1964 Cordets letzte Singleveröffentlichung. Im selben Jahr war sie noch in dem Musikfilm Just for You (Regie: Douglas Hickox) zu sehen, in dem sie I'ts So Hard to Be Good sang. Dies war Cordets letzte professionelle Studioaufnahme. Danach unterstützte sie noch Marianne Faithfull bei der Aussprache bei deren französischen Decca-Aufnahmen.

## Spätere Jahre
Enttäuscht über ihren bisherigen Misserfolg stieg Cordet anschließend aus dem Musikgeschäft aus und schrieb sich in Pitman’s Secretarial College in London ein. Später arbeitete sie in einer Fotoagentur. Cordets Aufnahmen wurden später beliebt bei Fans britischer Popmusik der 1960er Jahre. 2011 erschien die Compilation-CD The Sweet Beat of Louise Cordet, die ihre sämtlichen englischen und französischen Aufnahmen für Decca Records enthält.
Louise Cordet ist heute verheiratet, hat drei Kinder und lebt abwechselnd in England und Griechenland, der Heimat ihres Ehemannes. Ihr ältester Sohn ist der Sänger Alexi Murdoch.

## Diskografie

### Singles
- 1962: "I'm Just a Baby" / "In a Matter of Moments" (Decca F11476)
- 1962: "Je N'suis Qu'un Baby" / "Dans L'Seizième Je Suis Considérée" (Decca 72.012)
- 1962: "Sweet Enough" / "Someone Else's Fool" (Decca F11524)
- 1963: "Around and Around" / "Which Way the Wind Blows" (Decca F11673)
- 1963: "Que m'a-t-il-Fait?" / "L'amour Tourne en Rond" (Decca 72.018)
- 1964: "Don't Let the Sun Catch You Crying" / "Loving Baby" (Decca F11824)
- 1964: "Don't Make Me Over" / "Two Lovers" (Decca F11875)

### Extended Plays
- 1962: Louise Cordet: "I'm Just a Baby", "In a Matter of Moments", "Sweet Enough", "Someone Else's Fool" (Decca EP 454.089)
- 1963: The Sweet Beat of Louise Cordet: "She's Got You", "We Know Why", "Everytime", "Crazy Kind of Love" (Decca EP 454.096)
- 1963: Louise Cordet: "Faire le Grand Voyage", "Que m'a-t-il-Fait?", "From Me to You", "L'amour Tourne en Rond" (Decca EP 454.100)
- 1964: Pour Toi: "Pour Toi", "Laisse le Soleil Sécher tes Larmes", "J'Aime Trop Johnny", "Dix Mille Fois" (Decca EP 457.022)

### Compilations
- 2011: The Sweet Beat of Louise Cordet (RPM Records RETRO 903)